# Unte Rudang
Unte Rudang is een bestuurslaag in het regentschap Padang Lawas van de provincie Noord-Sumatra, Indonesië. Unte Rudang telt 1012 inwoners (volkstelling 2010).